# Битка при Смоленск (1941)
Битката при Смоленск е мащабен сблъсък между немски и съветски войски през лятото на 1941 г., част от операция „Барбароса“.
В хода на битката през първите седмици на юли германските танкови групи, предвождани от генералите Херман Хот и Хайнц Гудериан, разбиват съветската отбрана по горното течение на Днепър и обкръжават над 300 000 червеноармейци. Наред със Смоленск в германски ръце падат Витебск, Орша, Могильов, Великие Луки и много други селища в източна Беларус и западна Русия. След кръвопролитни боеве, продължили до началото на август, голяма част от обкръжените съветски групировки е унищожена, но и Вермахтът търпи значителни загуби. Въпреки това немците не успяват да си пробият път към Москва, която е една от основните цели на германското командване. Решителната съпротива на Червената армия подтиква нацисткия лидер Адолф Хитлер да промени стратегическия си план, като пренасочи главните удари към Киев и Ленинград. Съветските усилия за отвоюване на Смоленск през август и началото на септември не се увенчават с успех, но отбраната по московското направление укрепва до следващия германски щурм през октомври 1941 г. (Операция „Тайфун“).
В историческата литература е изказано становище, че Смоленската битка е решаваща за провала на плана „Барбароса“ и германската стратегия за „светкавична война“, тъй като германските войски извоюват успехите си с цената на невъзвратими загуби на човешки ресурси и време.
По време на битката при Смоленск, през юли 1941 г., за първи път е използвана в бой (от съветска страна) реактивна система за залпов огън, добила популярност под названието „Катюша“ (БМ-13).

## Обстановка преди битката
В последните дни на юни 1941 г. 670-хилядната групировка на Западния фронт е разгромена от германската група армии „Център“ в сражението при Бялисток и Минск. След завземането на Минск (28 юни) пътят на настъпващите германски войски към Москва преминава през т. нар. „Смоленски врати“ – района около град Смоленск, където реките Днепър и Западна Двина текат паралелно една на друга и създават своеобразен коридор в източна посока. Планът на командващия групата армии, фелдмаршал Федор фон Бок, е да завладее този коридор, като разсече с бронираните си части (2-ра танкова група, начело с Гудериан, и 3-та, начело с Хот) противниковата отбрана и обкръжи съветските войски около Смоленск. Унищожаването на обкръжения противник се пада на пехотните сили на групата армии (2-ра и 9-а армия). В помощ на Бок действа и 16-а армия от група армии „Север“.
Ставката на съветското Върховно главно командване предприема енергични мерки да възстанови Западния фронт, като привлича в състава му четири армии от стратегическия резерв (19-а, 20-а, 21-ва и 22-ра), още една от Украйна (16-а), и реорганизира други две (4-та и 13-а), разбити по-рано в Беларус. На 200 километра източно от Днепър започва изграждане на втора защитна линия от още шест резервни армии (24-та, 28-а, 29-а, 30-а, 31-ва и 32-ра).
Със стремителното си настъпление след падането на Минск германските танкови групи не дават време на съветските подкрепления да изпълнят нареждането на Ставката да се укрепят на линията Могильов – Орша – Витебск – Полоцк. Съсредоточаването на съветските войски е допълнително затруднено от германските военновъздушни сили, които имат пълно господство във въздуха. Поради тези причини в началото на битката за Смоленск войските от първия ешелон на Федор фон Бок имат значително превъзходство над своя противник (430 000 войници, над 1000 танка, 6600 оръдия, 1500 самолета срещу 275 000 бойци, 145 танка, 3800 оръдия, 383 самолета). Съветските сили са недостатъчни за създаване на плътна отбранителна линия; отделни дивизии трябва да отбраняват участъци, широки десетки километри.

### Реорганизации на съветските войски в хода на битката
Първите удари на немците поема Западният фронт с командващ маршал Семьон Тимошенко. Към 10 юли фронтът разполага с 556 000 войници, около 6000 оръдия и над 900 танка, но по-малко от половината от тези сили са заели отбранителните позиции. Две седмици по-късно (24 юли) от Западния фронт са отделени 13-а и 21-ва армия, които образуват Централния фронт начело с генерал-полковник Фьодор Кузнецов. Тези войски, наброяващи (към 1 август, заедно с 3-та армия) 285 000 души, около 2000 оръдия и 128 танка, застрашават южния фланг на група армии „Център“, но са разгромени в боевете край Гомел през август.
Малко след падането на Смоленск в германски ръце, на 30 юли Ставката обединява пет армии (24-та, 31-ва, 32-ра, 33-та и 34-та – общо 466 000 войници, 5300 оръдия и миномети, 267 танка) в Резервен фронт начело с армейски генерал Георгий Жуков. Резервният фронт прегражда пътищата източно от града и води контранастъпателните действия при Елня.
На 16 август (след пробива на Гудериан по течението на река Десна) е образуван Брянският фронт (162 000 души, близо 1700 оръдия и миномети, 41 танка), в който първоначално влизат 13-а и 50-а армия под общото командване на генерал-лейтенант Андрей Ерьоменко. Неговите задачи са да прикрие пътя към Москва през Брянск и да попречи на Гудериан да достигне Киев.
Споменатите фронтове (Западен, Резервен, Централен и Брянски) са оперативно подчинени на главното командване на Западното направление, което от 10 юли е поверено на маршал Тимошенко.

## Начало на битката (до 20 юли)
В първите дни на юли 1941 г. танковите войски на Хот и Гудериан достигат бреговете на Западна Двина и Днепър. В стремежа си да не допуснат реорганизация на съветската отбрана около Смоленск, те се откъсват от пехотните съединения, които се борят със съветските войски, обкръжени в западна и централна Беларус (Беларуска операция). За да пресече вражеското настъпление към Витебск, маршал Тимошенко нарежда на два механизирани корпуса (5-и и 7-и) от състава на 20-а армия (с командир генерал-лейтенант Павел Курочкин) да нанесат контрадудар срещу немската 3-та танкова група. В резултат на това между 6 и 10 юли се стига до битката при Сенно, в която съветските войски са разбити и губят значителен брой танкове.
На 10 юли танковата група на Гудериан (наброяваща 450 танка) напада съветската 13-а армия при Могильов. Възползвайки се от пълното си превъзходство в танкове и авиация, до вечерта на 11 юли немците завземат плацдарми на левия бряг на Днепър северно и южно от града. В същото време генерал Хот напада с 500 танка съветската отбрана около Витебск. Градът е завзет, тъй като натоварената с отбраната му 19-а армия на генерал-лейтенант Иван Конев не успява да се съсредоточи навреме. В резултат на този успех групата на Хот се вклинява между 20-а и 22-ра армия, разположени съответно северно и южно от Витебск. Двете немски танкови групи захождат към Смоленск от югозапад (Гудериан) и северозапад (Хот). След ожесточени боеве 19-а съветска армия престава да съществува като бойна единица. Отделни нейни части отстъпват разпръснато към Смоленск. На 16 юли 29-а моторизирана дивизия на Вермахта завзема Смоленск, а 7-а танкова дивизия достига Ярцево, пресичайки железопътната линия между Смоленск и Вязма. Две съветски армии (16-а и 20-а, заедно с остатъците от 19-а) се оказват почти напълно обкръжени. На първо време те не получават помощ, тъй като командващият фронта Тимошенко не разполага с танкове за контраудари.
За да подсигурят фланговете на войските, пробили си път до Смоленск, други германски части се заемат да разширят контролираните територии на север и юг. На север, до 20 юли те разбиват Полоцкия укрепен район (на десния бряг на Западна Двина), завземат Невел и Великие Луки. На югоизток, благодарение на успешните действия на 3-та танкова дивизия, в района на Могильов са обкръжени части от съветските 13-а и 4-та армия (четири стрелкови дивизии, части от 61-ви стрелкови и 20-и механизиран корпус). С това обаче южният фланг на група армии „Център“ не е подсигурен, защото на 13 юли в офанзива преминава 21-ва съветска армия, командвана от генерал Фьодор Кузнецов. Нейният 63-ти корпус начело с генерал Леонид Петровски форсира Днепър и завзема Рогачьов и Жлобин, южно от Могильов. Други съединения на 21-ва армия достигат до река Березина и наближават Бобруйск. За да не допусне обхождане на главните си сили, немското командване е принудено да прехвърли в района петнадесет дивизии. Това води до отслабване на натиска към Москва.

## Втора фаза (21 юли – 7 август)
Напредвайки все по-дълбоко в съветска територия, германските войски са принудени да воюват на все по-широк фронт. Отделни армии и корпуси губят пряка връзка помежду си. В пространствата между и зад тях остават боеспособни съветски части, които контраатакуват по фланговете и тила на германските войски. С директива на Хитлер от 19 юли в последната десетдневка на месеца са наложени сериозни промени в разположението на група армии „Център“. Започва прехвърляне на танковите войски на север и на юг за осигуряване на оперативната връзка със съседните групи армии. С продължаването на офанзивата към Москва са натоварени пехотните сили на групата „Център“ (4-та и 9-а армия).
- Карта на Смоленското сражение, 10.7 – 10.9.1941[22]

В същото време Ставката хвърля в Смоленското сражение двадесет свежи дивизии. Разделени на пет оперативни групи, те атакуват на широк фронт без необходимата концентрация на силите. Затова успехите им са единични. На 21 юли е отвоюван (временно) Великие Луки. На 27 юли оперативната група на генерал Константин Рокосовски изтласква немците от Ярцево и се приближава до обкръжените 16-а и 20-а армия. На същия ден обаче в немски ръце пада Могильов с 12 000 съветски военнопленници. Съветските опити за обкръжаване и разгром на немските войски около Смоленск претърпяват неуспех. На 3 август оперативната група на генерал Владимир Качалов (28-а армия), която настъпва от югоизток, е обкръжена край Рославъл и скоро след това е разгромена. Пленени са 38 000 души. В резултат на боеве за мостовете на Днепър край Соловьово, между 4 и 6 август останките от 16-а и 20-а армия се измъкват от обкръжението. Много войници от тези две армии попадат в плен. По немски данни, в боевете западно от Смоленск и в околностите на града Вермахтът успява да плени 310 000 души, други 100 000 успяват да се оттеглят.
Независимо от тези немски успехи, съветската отбрана източно от Смоленск не е сломена. Пренасочването на голяма част от танковите войски, изтощаването на пехотните части и проблемите в снабдяването налагат временно спиране на немското настъпление към Москва. Допълнителен фактор за отлагане на офанзивата към съветската столица е съсредоточаването на значителни съветски сили по средното течение на Днепър (около Киев). Затова на 30 юли Хитлер издава нова директива, с която германските войски по московското направление преминават в отбрана.

## Трета фаза (8 август – 10 септември)
На 8 август танковата група на Гудериан настъпва на юг с цел да обкръжи съветските войски около Киев и западно от Днепър. За две седмици боеве Гудериан изминава 140 км от Рославъл до Стародуб. Настъплението подкрепя 2-ра армия на генерал Максимилиан фон Вайхс, която завзема Гомел. Напредналата в посока Бобруйск 21-ва съветска армия е откъсната от останалите съветски войски. От 12 до 20 август в района между Сож и Днепър – при Жлобин, Кричев и Гомел, са пленени общо 128 000 съветски бойци. В началото на септември Гудериан преодолява контраатаките на съветските 3-та и 13-а армия откъм Брянск и масираните бомбардировки от въздуха (с участието на 460 съветски самолета), форсира (10 септември) река Десна и излиза в дълбокия тил на съветската групировка около Киев.
През втората половина на август настъпва и северният фланг на група армии „Център“. В битката за Великие Луки между 22 и 26 август два корпуса от немската 9-а армия, подкрепени от части на 57-и моторизиран корпус от танковата група на Хот, разгромяват съветската 22-ра армия, завземат града и пленяват над 30 000 души и голямо количество бойна техника. Чрез тази операция групите армии Център и „Север“ (действаща срещу Ленинград) възстановяват контакта помежду си, нарушен малко след германското нахлуване в СССР.
Промяната в направлението на германските удари позволява на съветското командване да привлече допълнителни резерви и да подсили отбраната на Москва. На 8 август съветските войски (19-а и 30-а армия) подновяват настъплението си при Духовщина, североизточно, а после и при Елня, югоизточно от Смоленск, но напредват само с няколко километра. Опитите на Червената армия за отвоюване на Смоленск продължават и в началото на септември. Единственият голям успех в тези усилия е в ликвидирането на Елнинския плацдарм (между 30 август и 8 септември) от 24-та армия на генерал-майор Константин Ракутин. В отбранителни боеве около реките Западна Двина и Воп и при Елня войските от немските 4-та и 9-а армия търпят тежки загуби. Някои дивизии губят между 20 и 30 % от бойците си, а 161-ва пехотна дивизия е изтеглена от полесражението, след като три четвърти от нея са унищожени. Съветското командване обаче не разполага с достатъчно сили, за да продължи атаките. Затова на 10 септември Ставката нарежда на войските да преминат в отбрана. С това битката при Смоленск завършва.

## Последици
По данни от руските архиви в Смоленското сражение Червената армия губи 760 000 души, в т. ч. близо половин милион (486 000) безвъзвратно (т.е. убити, починали от раните си или безследно изчезнали). Пленената или унищожена от германците бойна техника наброява 3205 танка и 3120 оръдия (по други данни – 1348 танка, 9290 оръдия и 903 самолета). Двумесечните боеве за „Смоленските врати“ допринасят за съществена част от загубите на Вермахта на Източния фронт, които към края на август 1941 г. достигат 585 000 души. До края на септември германските войски срещу Москва са в отбрана. В навечерието на операция „Тайфун“ група армии „Център“ все още не е попълнила загубите си (не достигат 80 000 бойци по щат), а съветското командване е струпало 1 250 000 бойци.
Повече от две години град Смоленск е под германска окупация. Подобно на много други съветски селища и той е почти изцяло разрушен в резултат на бойните действия. При освобождаването на града през септември 1943 г. 93 % процента от жилищните сгради са в развалини. На 6 май 1985 г. с указ на Президиума на Върховния съвет на СССР Смоленск получава почетното звание „Град герой“.